# Karikin
Karikini su grupa regulatora biljnog rasta prisutnih u dimu gorećih biljnih materijala. Dugo vremena je poznato da dim iz šumskih požara ima sposobnost stimulacije klijanja semena. Nakon ispitivanja hiljada hemijskih jedinjenja prisutni u dimu, 2004. je otkriveno da je serija butenolida odgovorna za taj efekat.
Jedan od istraživača, David Nelson, je konsultovao profesora lingvistike na Univerzitetu Zapadne Australije, koji ga je posavetovao da je prva zabeležena nungarska reč za 'dim' iz Pert oblasti iz 1830-tih, 'karik'. Na osnovu toga su ova jedinjenja dobila ime karikini. Poznatu su četiri karikina, koji se označavaju sa , i .